# کوچه حرمخانه
کوچۀ حرمخانه از کوچه‌های قدیمی تبریز است. در گذشته درب خروجی عمارت عالی‌قاپو یا شمس‌العماره برای حرم شاهی از سمت شمال، درب تاریخی باغمیشه، مغازه‌های مجیدالملک و مغازه‌های عمر (عمر مغازالاری) در آن واقع شده بود و امروزه دنبالۀ بازار کفاشان در جهت شرقی از کوی حرمخانه آغاز شده و در پشت عمارت استانداری قرار دارد.

## وجه تسمیه
کوی حرمخانه در گذشته، محلۀ اعیان و ارباب‌نشین تبریز بوده و علما و بازرگانان شهر در این محله ساکن بودند. استانداری امروزی یا کاخ عالی‌قاپو در گذشته سه درب بزرگ ورودی داشت. درب اول برای ورود ولیعهدهای قاجار و کارکنان دولتی استفاده می‌شود. درب دوم از سمت شرقی برای ورود عموم مردم به خصوص در ایام ماه محرم و برگزاری مراسم عزاداری در حضور ولیعهد بوده و درب سوم نیز به عنوان «درب حرمخانه» مورد استفاده قرار می‌گرفت که حرم شاهی و افراد خاندان ولیعهد از این درب رفت‌وآمد داشتند.

## مکان‌های مهم
در حدود صد سال پیش، کوی حرمخانه یکی از مکان‌های گردش و گذراندن اوقات فراغت مردم تبریز بود و پاتوق عده‌ای از روشنفکران شهر محسوب می‌شد. در مغازه‌های مجیدالملک چندین کتابخانه، چاپخانه و دفتر روزنامه، داروخانۀ شفا، مسجد و باشگاه ورزشی وجود داشت که در حال حاضر مغازه‌های قدیمی مجیدالملک که تخریب شده و از میان رفته‌اند.
در کتاب تاریخ جغرافی دارالسلطنه تبریز به قلم نادر میرزا به این محله اشاره شده‌است. در ماجرای سیلاب سال ۱۳۱۳ ه‍.ش، بخش مهمی از کاخ عالی‌قاپو تخریب شده و سپس در زمان ادیب‌السلطنه سمیعی قسمتی از عمارت عالی قاپو یا شمس‌العماره آتش گرفت. سرانجام کوی حرمخانه و عمارت عالی‌قاپو ارزش و اعتبار خود را از دست دادند.